# Lista planetelor minore: 103001–104000
| Nume                                                | Denumire provizorie                                 | Data descoperirii                                   | Locul descoperirii                                  | Descoperitor(i)                                     |                                                     |                                                     |                                                     |                                                     |                                                     |                                                     |                                                     |                                                     |                                                     |                                                     |                                                     |                                                     |                                                     |                                                     |                                                     |                                                     |                                                     |                                                     |                                                     |                                                     |                                                     |                                                     |                                                     |                                                     |                                                     |                                                     |                                                     |                                                     |                                                     |                                                     |                                                     |                                                     |                                                     |                                                     |                                                     |                                                     |                                                     |                                                     |                                                     |                                                     |                                                     |                                                     |                                                     |                                                     |                                                     |
| 103001–103100 Lista planetelor minore/103001–103100 | 103001–103100 Lista planetelor minore/103001–103100 | 103001–103100 Lista planetelor minore/103001–103100 | 103001–103100 Lista planetelor minore/103001–103100 | 103001–103100 Lista planetelor minore/103001–103100 | 103101–103200 Lista planetelor minore/103101–103200 | 103101–103200 Lista planetelor minore/103101–103200 | 103101–103200 Lista planetelor minore/103101–103200 | 103101–103200 Lista planetelor minore/103101–103200 | 103101–103200 Lista planetelor minore/103101–103200 | 103201–103300 Lista planetelor minore/103201–103300 | 103201–103300 Lista planetelor minore/103201–103300 | 103201–103300 Lista planetelor minore/103201–103300 | 103201–103300 Lista planetelor minore/103201–103300 | 103201–103300 Lista planetelor minore/103201–103300 | 103301–103400 Lista planetelor minore/103301–103400 | 103301–103400 Lista planetelor minore/103301–103400 | 103301–103400 Lista planetelor minore/103301–103400 | 103301–103400 Lista planetelor minore/103301–103400 | 103301–103400 Lista planetelor minore/103301–103400 | 103401–103500 Lista planetelor minore/103401–103500 | 103401–103500 Lista planetelor minore/103401–103500 | 103401–103500 Lista planetelor minore/103401–103500 | 103401–103500 Lista planetelor minore/103401–103500 | 103401–103500 Lista planetelor minore/103401–103500 | 103501–103600 Lista planetelor minore/103501–103600 | 103501–103600 Lista planetelor minore/103501–103600 | 103501–103600 Lista planetelor minore/103501–103600 | 103501–103600 Lista planetelor minore/103501–103600 | 103501–103600 Lista planetelor minore/103501–103600 | 103601–103700 Lista planetelor minore/103601–103700 | 103601–103700 Lista planetelor minore/103601–103700 | 103601–103700 Lista planetelor minore/103601–103700 | 103601–103700 Lista planetelor minore/103601–103700 | 103601–103700 Lista planetelor minore/103601–103700 | 103701–103800 Lista planetelor minore/103701–103800 | 103701–103800 Lista planetelor minore/103701–103800 | 103701–103800 Lista planetelor minore/103701–103800 | 103701–103800 Lista planetelor minore/103701–103800 | 103701–103800 Lista planetelor minore/103701–103800 | 103801–103900 Lista planetelor minore/103801–103900 | 103801–103900 Lista planetelor minore/103801–103900 | 103801–103900 Lista planetelor minore/103801–103900 | 103801–103900 Lista planetelor minore/103801–103900 | 103801–103900 Lista planetelor minore/103801–103900 | 103901–104000 Lista planetelor minore/103901–104000 | 103901–104000 Lista planetelor minore/103901–104000 | 103901–104000 Lista planetelor minore/103901–104000 | 103901–104000 Lista planetelor minore/103901–104000 | 103901–104000 Lista planetelor minore/103901–104000 |
| --------------------------------------------------- | --------------------------------------------------- | --------------------------------------------------- | --------------------------------------------------- | --------------------------------------------------- | --------------------------------------------------- | --------------------------------------------------- | --------------------------------------------------- | --------------------------------------------------- | --------------------------------------------------- | --------------------------------------------------- | --------------------------------------------------- | --------------------------------------------------- | --------------------------------------------------- | --------------------------------------------------- | --------------------------------------------------- | --------------------------------------------------- | --------------------------------------------------- | --------------------------------------------------- | --------------------------------------------------- | --------------------------------------------------- | --------------------------------------------------- | --------------------------------------------------- | --------------------------------------------------- | --------------------------------------------------- | --------------------------------------------------- | --------------------------------------------------- | --------------------------------------------------- | --------------------------------------------------- | --------------------------------------------------- | --------------------------------------------------- | --------------------------------------------------- | --------------------------------------------------- | --------------------------------------------------- | --------------------------------------------------- | --------------------------------------------------- | --------------------------------------------------- | --------------------------------------------------- | --------------------------------------------------- | --------------------------------------------------- | --------------------------------------------------- | --------------------------------------------------- | --------------------------------------------------- | --------------------------------------------------- | --------------------------------------------------- | --------------------------------------------------- | --------------------------------------------------- | --------------------------------------------------- | --------------------------------------------------- | --------------------------------------------------- |

| Predecesor: 102001–103000 | Lista planetelor minore 103001–104000 Semnificații ale numelor: 103001–104000 | Succesor: 104001–105000 |